# Эдингтон, Уильям
Уильям Эдингтон (англ. William Edington; скончался 6 или 7 октября 1366 года) — английский епископ и государственный деятель. Епископ Уинчестера с 1346 года до смерти, хранитель Гардероба с 1341 по 1344 год, казначей с 1344 по 1356 год и, наконец, лорд-канцлер с 1356 до ухода из королевской администрации в 1363 году. Проведённые Эдингтоном административные реформы — особенно в области королевских финансов — имели далеко идущие последствия и внесли вклад в эффективность английской армии на ранних стадиях Столетней войны. Как епископ Уинчестерский начал перестройку Уинчестерского собора и основал Эдингтонский монастырь, церковь которого сохранилась до наших дней.

## На королевской службе
Родителями Уильяма были Роджер и Эмис из Эдингтона неподалёку от Уэстбери, Уилтшир. Хотя в некоторых источниках утверждается, что он получил образование в Оксфорде, свидетельств этому нет. Его первым патроном, однако, был канцлер Оксфорда и королевский советник Гилберт Миддлтон. После смерти Миддлтона в 1331 году Эдингтон поступил на службу к его другу Адаму Орлетону, епископу Уинчестера. Через Орлетона способности Эдингтона привлекли внимание короля Эдуарда III, и в 1341 году король назначил его хранителем Гардероба. Это была важная должность: пи нахождении короля с армией Гардероб играл роль военного казначейства, и Эдуард противостоял любым попыткам ограничить эту королевскую прерогативу.

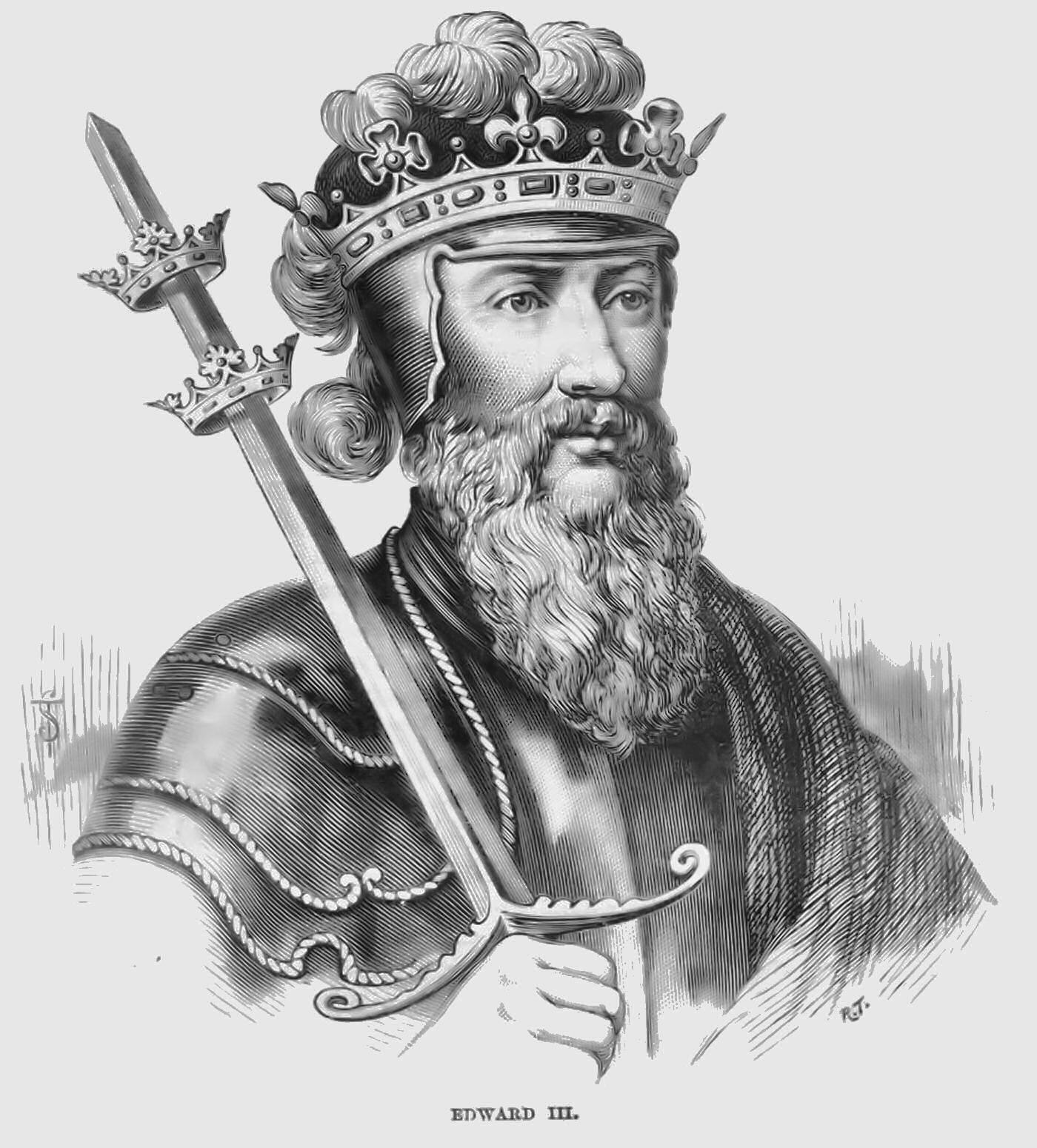
Эдуард III в «Истории Англии» Касселя (1902)

Вероятно, король был впечатлён работой Эдингтона: в 1344 году он был назначен казначеем и оставался на должности двенадцать лет — необычно длительный срок. Это была непростая работа — в середине 1340-х годов страна находилась в тяжёлом экономическом положении. Кампании начала Столетней войны требовали больших средств, и казна оказалась в долгах. Отказавшись выплачивать долги, король потерял общественное доверие и испытывал трудности с получением новых займов. Эдингтон видел необходимость в предоставлении Палате шахматной доски возможностей надзора над всеми королевскими расходами. Контроль над тем, как король использует ресурсы, не подразумевался — Эдуард бы сильно возражал против такого шага; это была просто попытка сведения всех доходов и расходов. Это было по большей части достигнуто к началу 1360-х, что показывает способности и энергию Эдингтона как администратора. В 1356 году он был назван канцлером и оставался на посту до ухода из государственной политики в 1363 году, возможно, из-за проблем со здоровьем.

## Церковная карьера
Эдингтон также обладал рядом церковных бенефициев. Управлял несколькими приходами в Нортгемптоншире: сначала в Коттингеме, затем в Даллингтоне и с 1322 года в Мидлтон-Чини.
В 1335 году Орлетон пожаловал Эдингтону приход Черитона в Гэмпшире, а в 1335—1346 годах он был мастером госпиталя Святого Креста в Уинчестере. Король также вознаградил своего способного слугу; в 1341 году он получил право на пребенду с Лэйтон-Манора (Линкольн), к 1344 году — с Нетеравона (Солсбери), а к 1345 году — с Путстона (Херефорд). Такое разнообразие для того времени не было необычным. Его главное продвижение по церковной лестнице, однако, случилось в 1345 году, когда папа римский — по просьбе короля — назначил его главой диоцеза Уинчестера. Это была самая богатая епархия Англии, считалось, что её превосходит лишь архиепархия Милана.

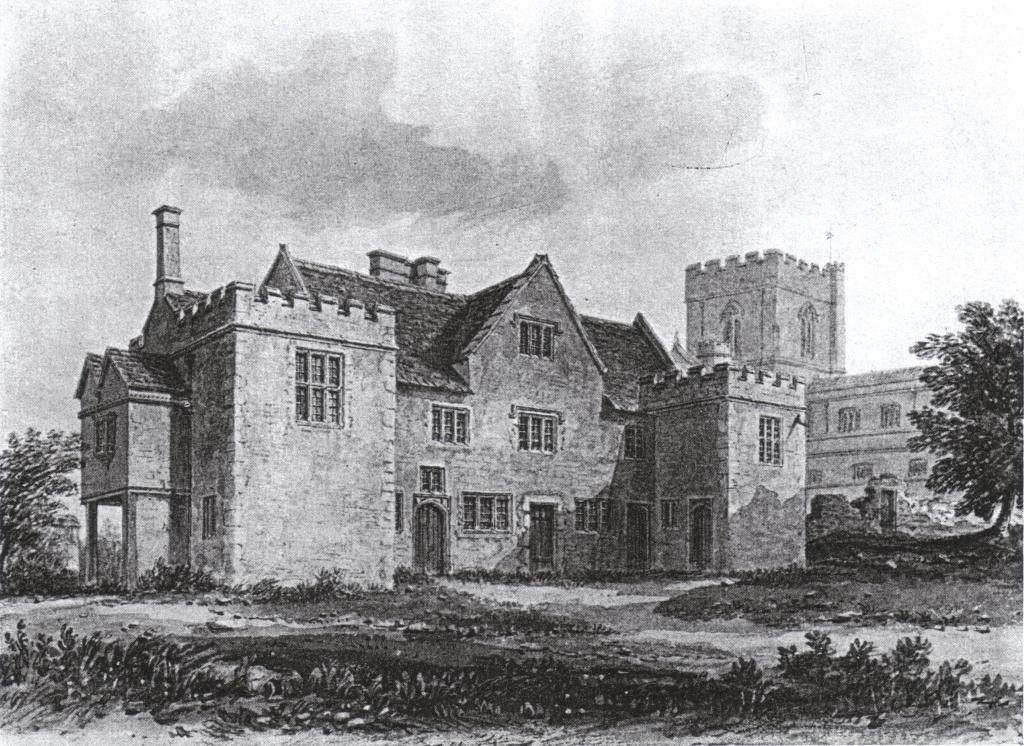
Монастырь Эдингтон в 1826 году

Монахи Уинчестера уже избрали одного из своего числа, но их решение было отменено, и в 1346 году Эдингтон был посвящён в епископы Уинчестера. Большую часть времени он проводил в Вестминстере при дворе, а не в своей епархии, но некоторые епископские обязанности исполнял: он использовал престол как возможность для непотизма, но также начал широкие работы по перестройке нефа собора. В 1351 году он основал августинский монастырь в родном Эдингтоне, где произносились молитвы за него самого, его родителей и брата. Большая часть монастыря была разрушена, но церковь дошла до наших дней.
В мае 1366 года, в качестве последнего знака королевской благодарности, Эдуард поспособствовал избранию Эдингтона архиепископом Кентерберийским. Эдингтон, однако, отказался, сославшись на ухудшение здоровья. Через пять месяцев, 6 или 7 октября 1366 года, он скончался в Бишопс-Уолтэм и был захоронен в Уинчестерском соборе.